# 图里河
图里河（「鏡子河」），又称鹤河，位于中华人民共和国内蒙古自治区牙克石市北部，是根河左岸支流，发源于牙克石市库都汗林场以东的大兴安岭西麓，自东向西流，经图里河镇，于赵家店村以西汇入根河。河长134.8千米，流域面积3647.68平方千米，河道平均比降1.48‰，河谷宽1～3千米，河宽50～100米。年均径流量7.25亿立方米。图里河水质优良，流域内森林覆盖率76%，森林资源丰富。下游平原区河流弯曲，两岸多沼泽，盛产芦苇，已开发有多处农业种植区。